# Porcelana de Chantilly

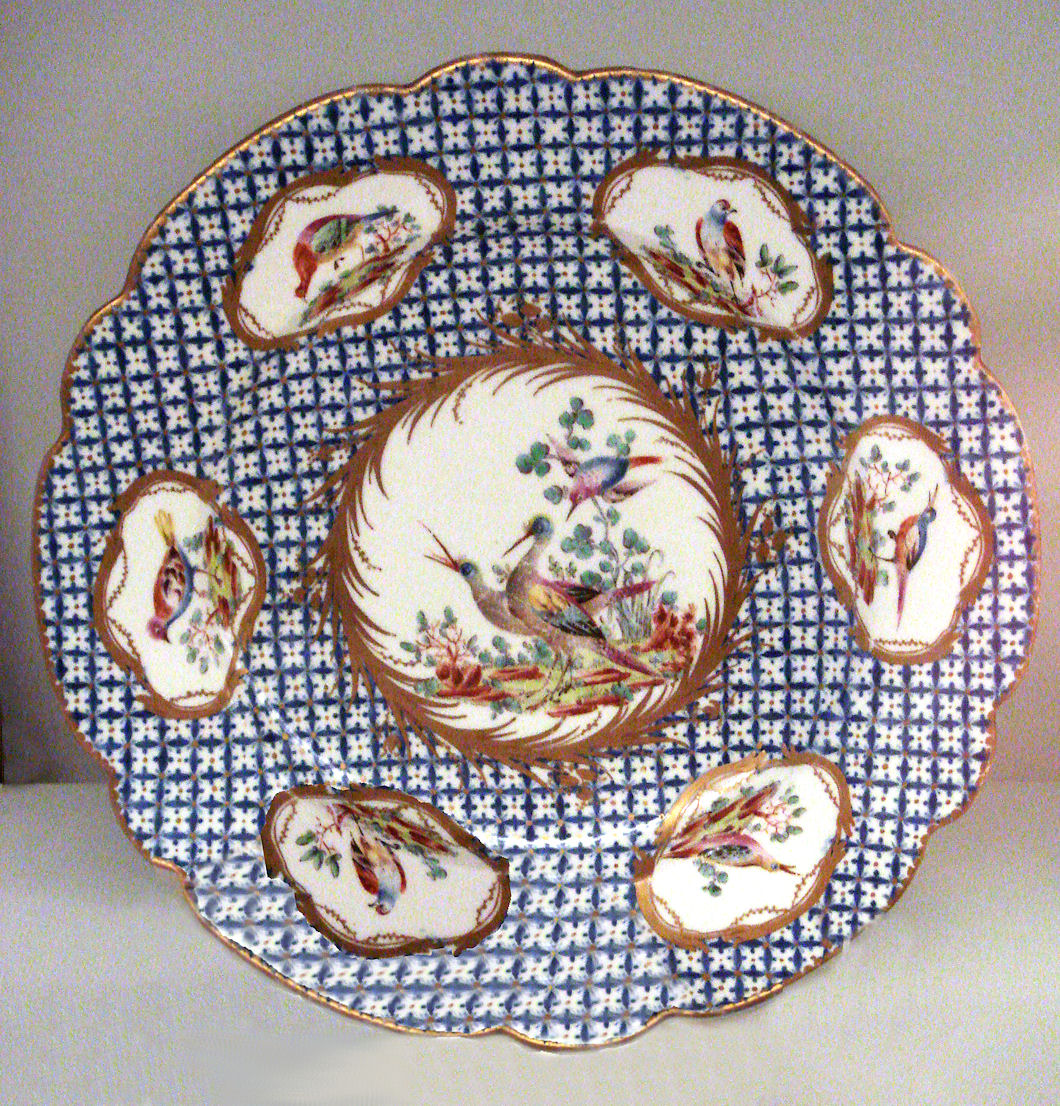
Plato en porcelana de pasta blanda. Chantilly, 1753-1760.

La porcelana de Chantilly fue creada como porcelana de pasta blanda producida de 1725 a 1792 en la fábrica de la ciudad de Chantilly bajo el mecenazgo del príncipe de Condé, gran aficionado y coleccionista de porcelana oriental. La producción se reanudó después de la Revolución francesa de manera irregular hasta 1870.

## Historia
Desde el siglo XVIII, en Europa se buscaba el secreto de la fabricación de la porcelana con el fin de reducir las costosas importaciones desde el Lejano Oriente. Chantilly fue uno de los primeros lugares en la producción de porcelana en Francia, bajo la dirección de Luis Enrique de Borbón-Condé, los primeros experimentos tuvieron lugar en el propio castillo de Chantilly propiedad del príncipe.

### Creación de la fábrica
En 1725 un químico llamado Cicaire Cirou, desarrolló para el príncipe de Condé una porcelana de pasta blanda, es decir, sin caolín, pero difiriendo de la fayenza por su aspecto translúcido. Esta pasta se obtuvo a partir de materiales extraídos de las arcillas de la región (marga de Luzarches, arena de Aumont, etc.) y de polvo de huesos de animales calcinados. Cocida a más baja temperatura que la porcelana dura, permitía el uso de una gama de colores sobre cubierta mucho más variados.
Un diseñador Jean-Antoine Fraisse, llegado de Grenoble a petición del príncipe, fue el responsable de revelar las decoraciones orientales, como los motivos policromados japoneses de estilo Kakiemon. Editó en 1735 la obra Livre de desseins chinois, un gran libro acuarelado que pretendía servir como fuente de inspiración para los decoradores. Es probable que se inspirará para ello, en las decoraciones presentes en las ricas colecciones de cerámica oriental principescas. Una copia de este libro se conserva en la biblioteca del Museo Condé. 
El príncipe de Condé hizo construir una fábrica en Chantilly en una calle llamada entonces del Japón, y convertida más tarde en la calle de la Machine. En 1735, Luis XV concedió un privilegio por veinte años a Cicaire Cirou donde se autorizaba producir «una porcelana fina de todos los colores, especies, formas y tamaños a imitación del Japón.» Las porcelanas realizadas en esa época se encuentran cubiertas por un barniz estannífero que ocultaban parte de las imperfecciones que pudieran tener, en su mayoría eran modelos copiados de la colección del príncipe de Condé.

### La producción de Chantilly

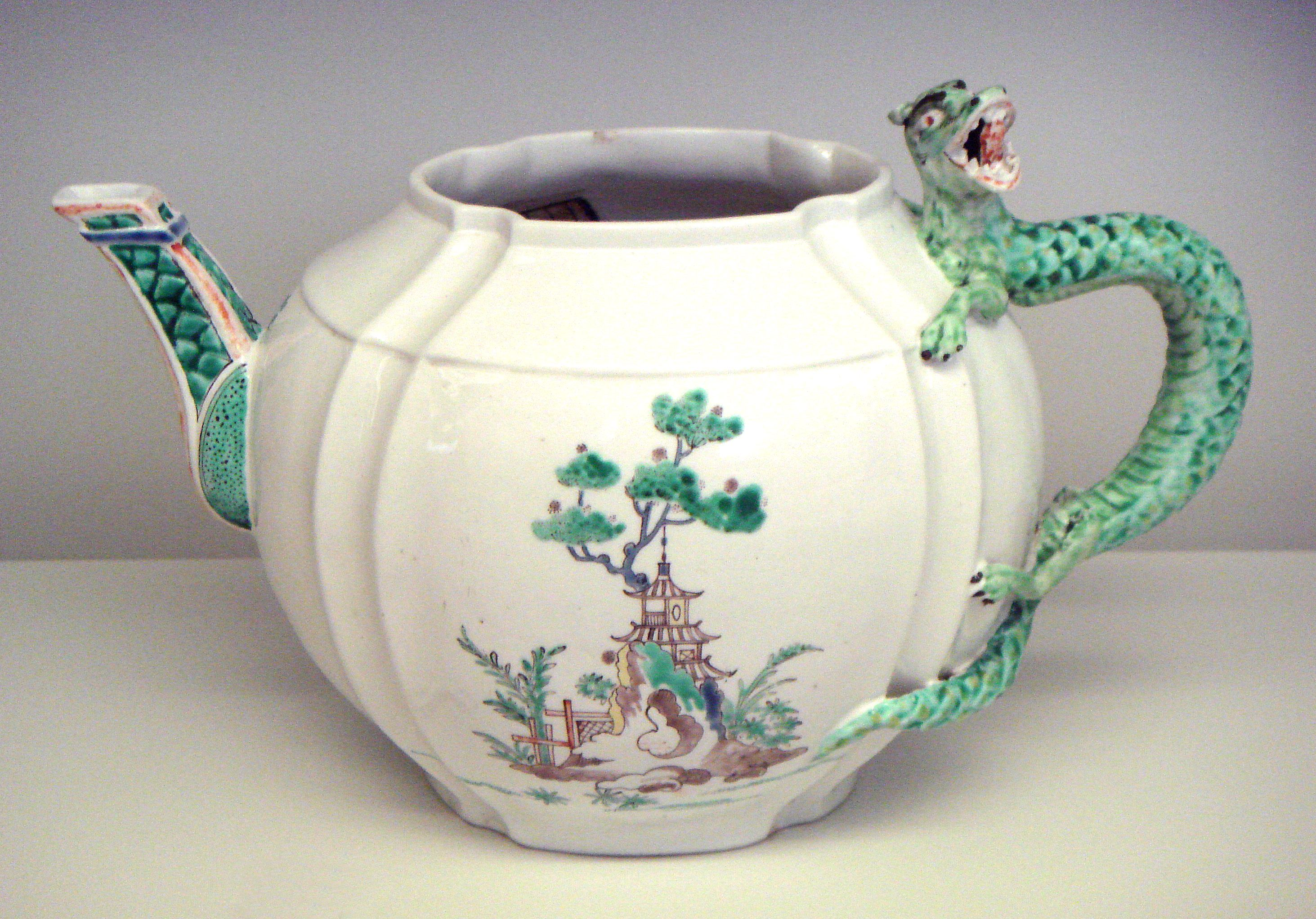
Tetera de porcelana de Chantilly (1735-1740).

El proceso de fabricación fue mejorado, en 1740, gracias a la acción de Claude Humbert Gerin, que consiguió desarrollar una pasta blanca mediante la adición de alumbre calcinado en la frita. Con esto se obtuvo una porcelana de pasta blanda de un color blanco puro. Después del fallecimiento del príncipe de Condé ocurrido ese mismo año de 1740, los pedidos fueron muy escasos y la producción disminuyó. El intendente de finanzas y comisario del rey de la Compañía francesa de las Indias Orientales, Jean-Louis Henri Orry de Fulvy contrató a los mejores trabajadores de la fábrica de Chantilly, los hermanos Robert y Gilles Dubois, Claude Humbert Gerin y Louis François Gravant para fundar una nueva factoría en el Castillo de Vincennes, que no tardó mucho en trasladarse a la ciudad de Sèvres.
La manufactura de Sèvres, se encontraba beneficiada por un privilegio real exclusivo en los procesos más interesantes y los descubrimientos más recientes, por lo que Chantilly no pudo durante largo tiempo mantener la competencia con su rival: tenía prohibido el uso en sus piezas de la policromía en dorado.
A partir de 1751 el nuevo director Bucquet de Montvallier, que ya había abandonado los diseños inspirados en la porcelana japonesa en favor de una decoración floral policromada, adopta un nuevo estilo en tonos de azul, conocido como «a la ramita»  próximo a las decoraciones realizadas sobre la fayenza para terminar integrándose en el movimiento del Rococó. En 1768, el descubrimiento de caolín en Saint-Yrieix-la-Perche, cerca de Limoges, finalmente permite a Sèvres, que obtiene la exclusividad, hacer una porcelana de pasta dura más cercana a los modelos orientales.
La porcelana de Chantilly, continuó produciéndose en pasta blanda hasta 1792, a pesar de sus muchos defectos técnicos. En ese momento, un inglés, Christopher Potter, compró la fábrica a Antheaume de Surval con el fin de hacer fayenza. La fabricación de porcelana se reanudó después de la Revolución y se mantuvo hasta 1870.

## Características

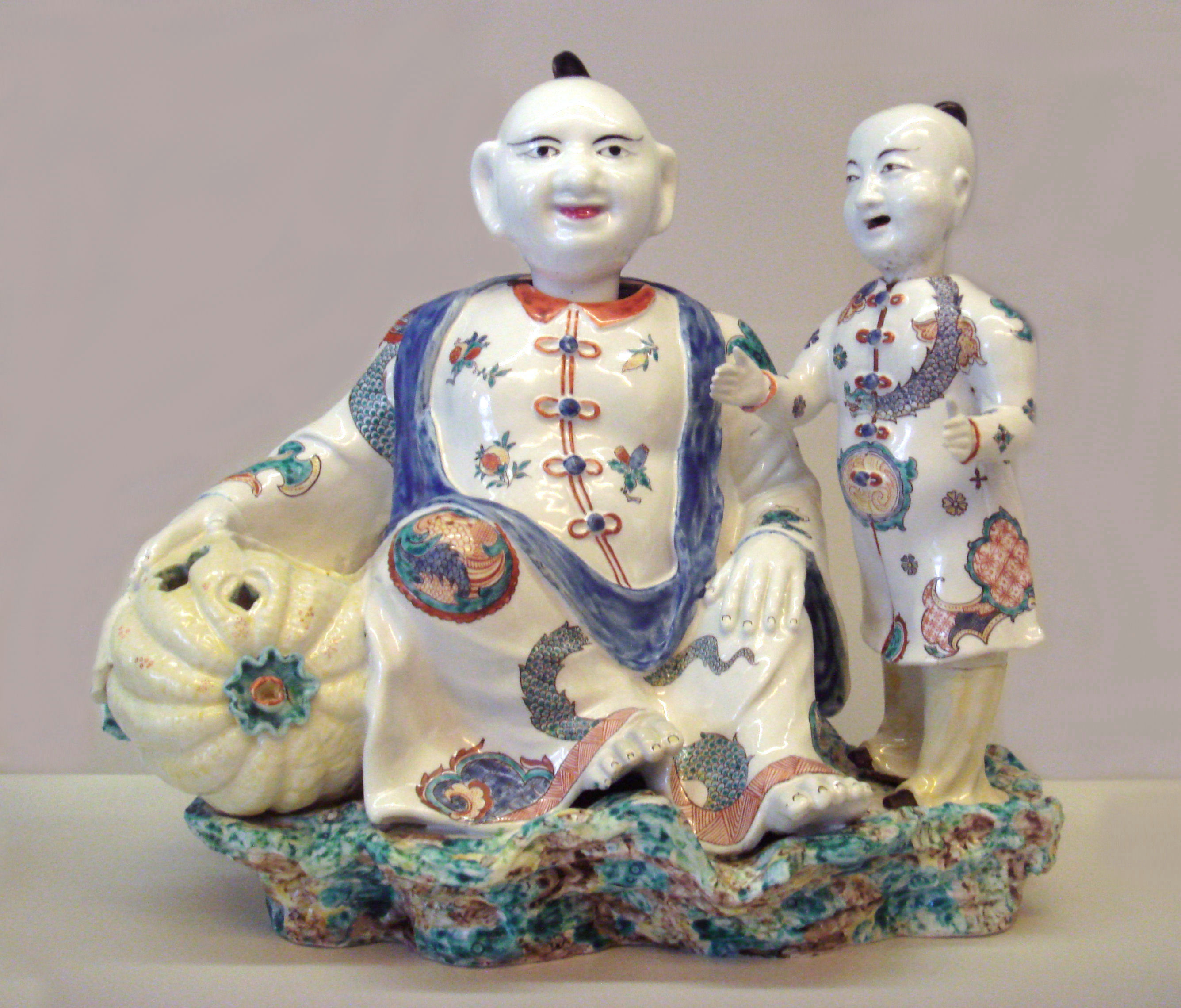
Figurillas de porcelana decorada.

Las formas de Chantilly podían ser preparadas por colada o apretón en molde o torneadas. Después de la primera cocción, la pieza se empapaba en un baño de esmalte y se procedía a otra cochura a alta temperatura para obtener la porcelana. Una forma de decoración podría ser en relieve añadiendo pasta o por incisión, especialmente para flores o formas de animales.

### Decoración pintada
Los motivos de estilo Kakiemon (flores, aves, codornices, aves zancudaa, la caza del zorro, juegos infantiles ...) se representaban en ocre sobre esmalte cocido, con la ayuda de una pluma o un pincel fino empapado en una mezcla de colores vitrificables diluidos en agua con azúcar. Luego se ponían los cinco colores de la paleta (rojo capuchina, amarillo claro, verde lima, verde mar, azul) utilizando un pincel para rellenar. Estos colores se diluían en una mezcla de trementina más o menos grasa, a fin de no disolver la línea del dibujo y obtener la forma y transparencias deseadas. Al igual que en el Lejano Oriente, con la estructura blanca vacía se organizaba la composición, generalmente asimétrica. Con la decoración realizada se pasaba a una cocción de 800 °C que fijaba el esmalte.

### Marcas y firmas
La marca de la porcelana Chantilly es el cuerno de caza, pintado en la parte posterior de la pieza. Existen varios tipos de «cuerno de caza» usados a lo largo del siglo XVIII, sin poderse establecer una tipología concreta. Los hay de color azul, verde o naranja. A menudo están acompañados por una letra que indica la serie de la obra. A veces se pueden ver números inscritos, correspondientes a la contabilidad de las piezas elaboradas por los trabajadores.

## Ceramistas y pintores activos en la fábrica
- Robert Dubois activo desde 1732 hasta 1738.
- Gilles Dubois activo desde 1736 hasta 1738.
- Claude Humbert Gerin sin saber exactamente desde cuando estuvo activo hasta 1740.
- Louis François Gravant activo desde 1737 hasta 1740, director de la fábrica desde 1776 hasta 1779.
- Jean-Jacques Antheaume pintor de cerámica, activo desde 1753 hasta 1754.

## Colecciones en museos
Varios museos conservan piezas de porcelana Chantilly en sus colecciones:
- Museo Condé en el Castillo de Chantilly, que tiene la mayor colección de porcelana Chantilly.
- Museo de las Artes Decorativas de París.[9]
- Museo del Louvre de París.[10]
- Museo Nacional de Cerámica de Sèvres.[11]
- Museo de Arte y Arqueología de Senlis.[12]
- Museo Gallé-Juillet de Creil.[13]
- Museo Departamental de Oise de Beauvais.[14]

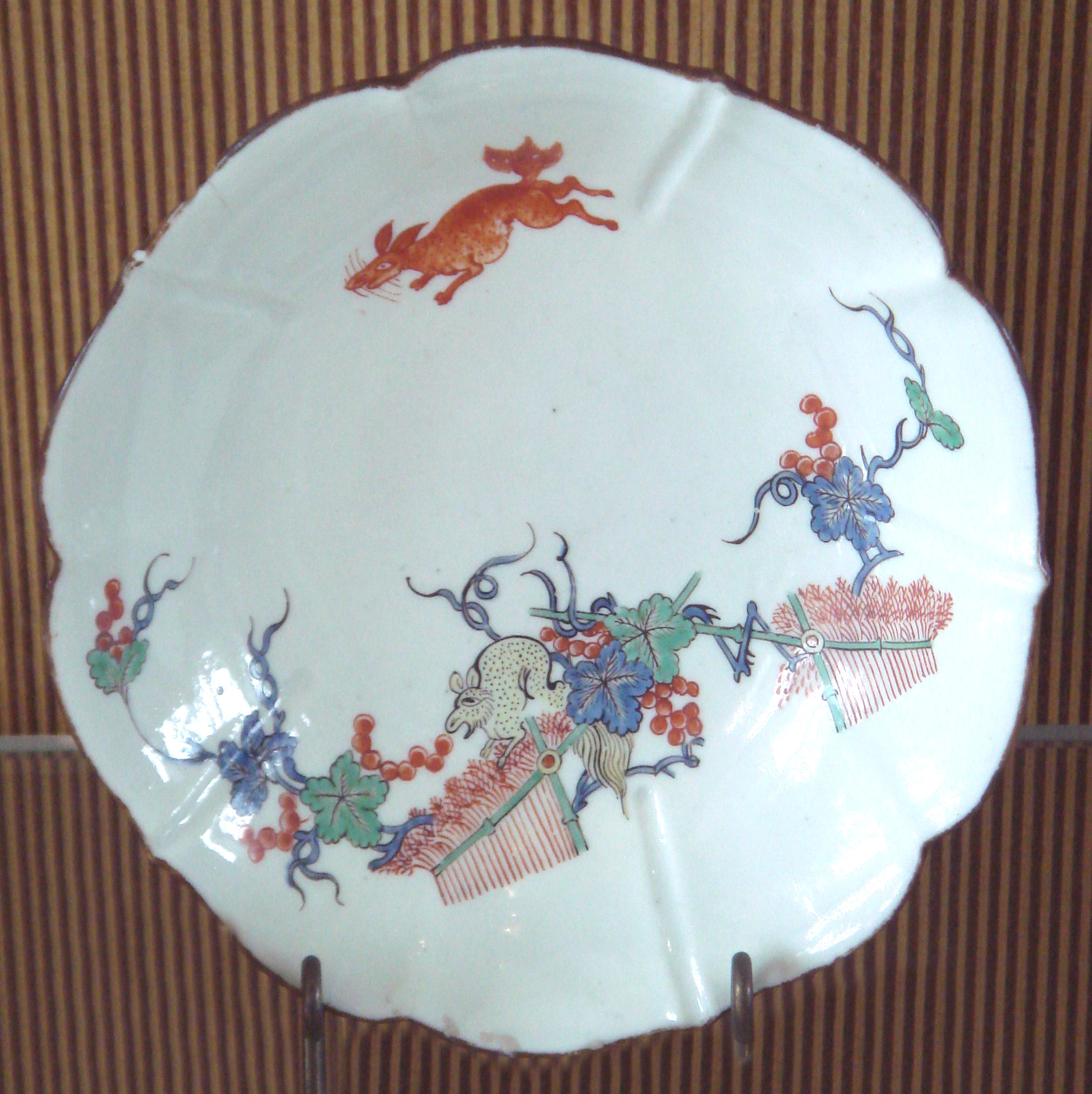
Plato tipo Kakiemon 1725-1751. Museo de Sèvres.
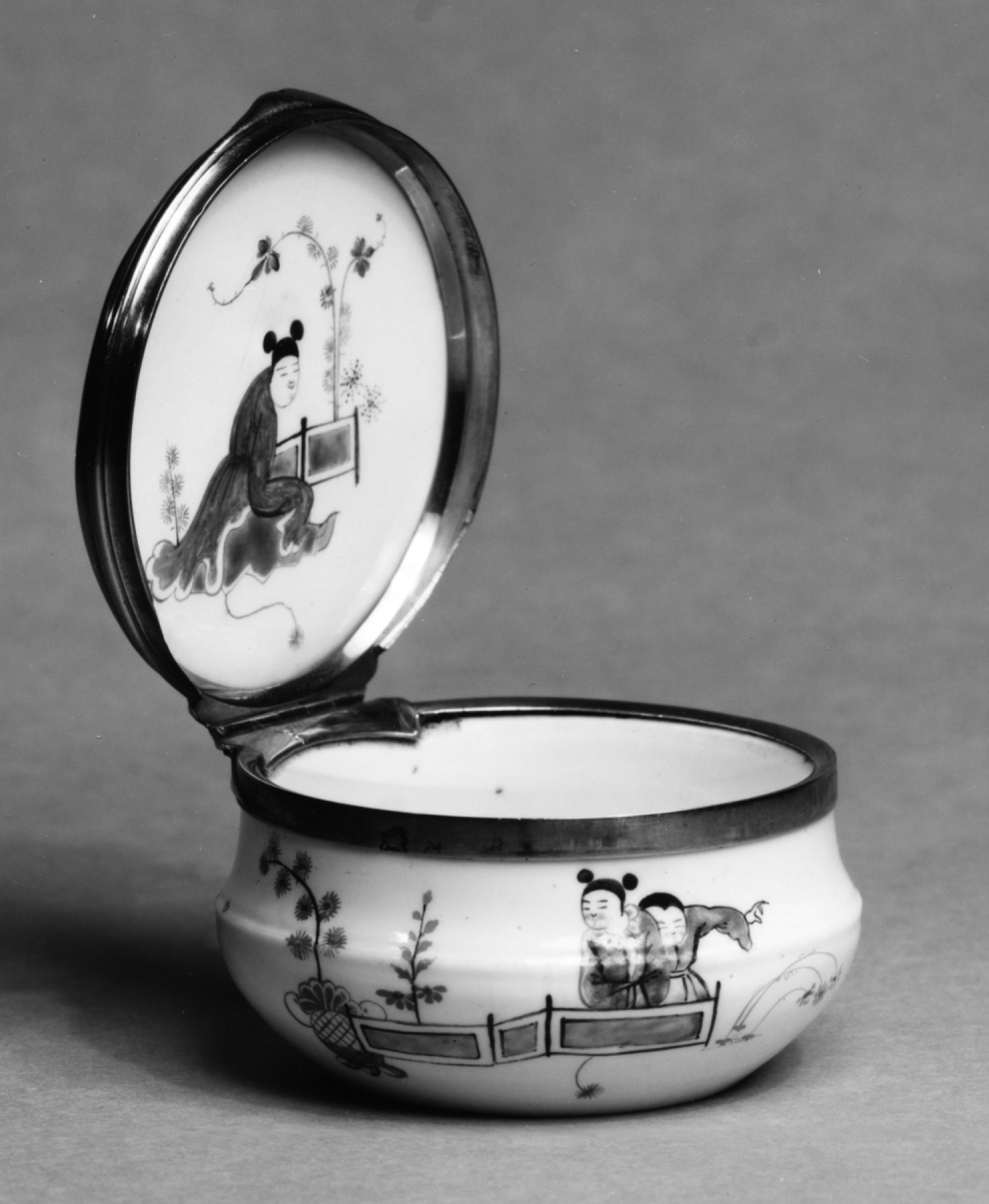
Caja circular, cerca de 1740. Museo Art Walters.
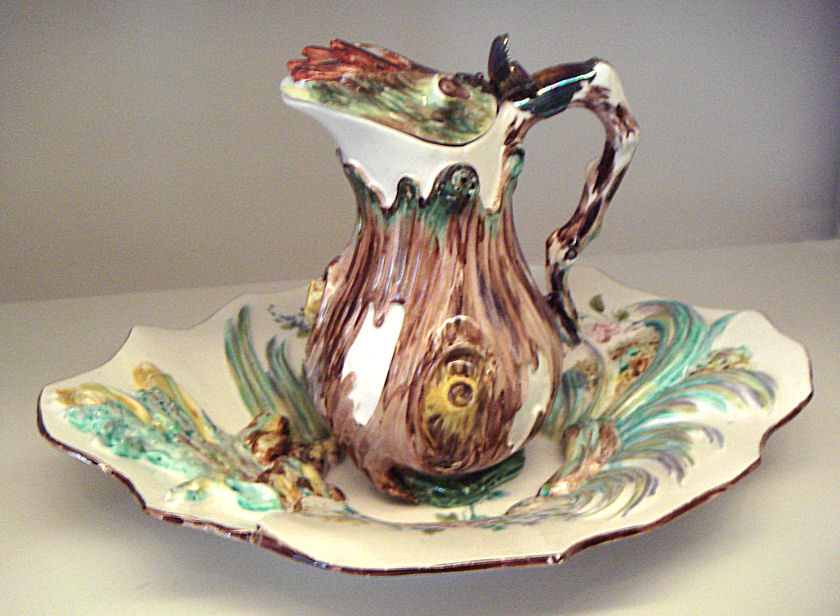
Jarra con bandeja 1750-1755. Museo de las Artes Decorativas. París.
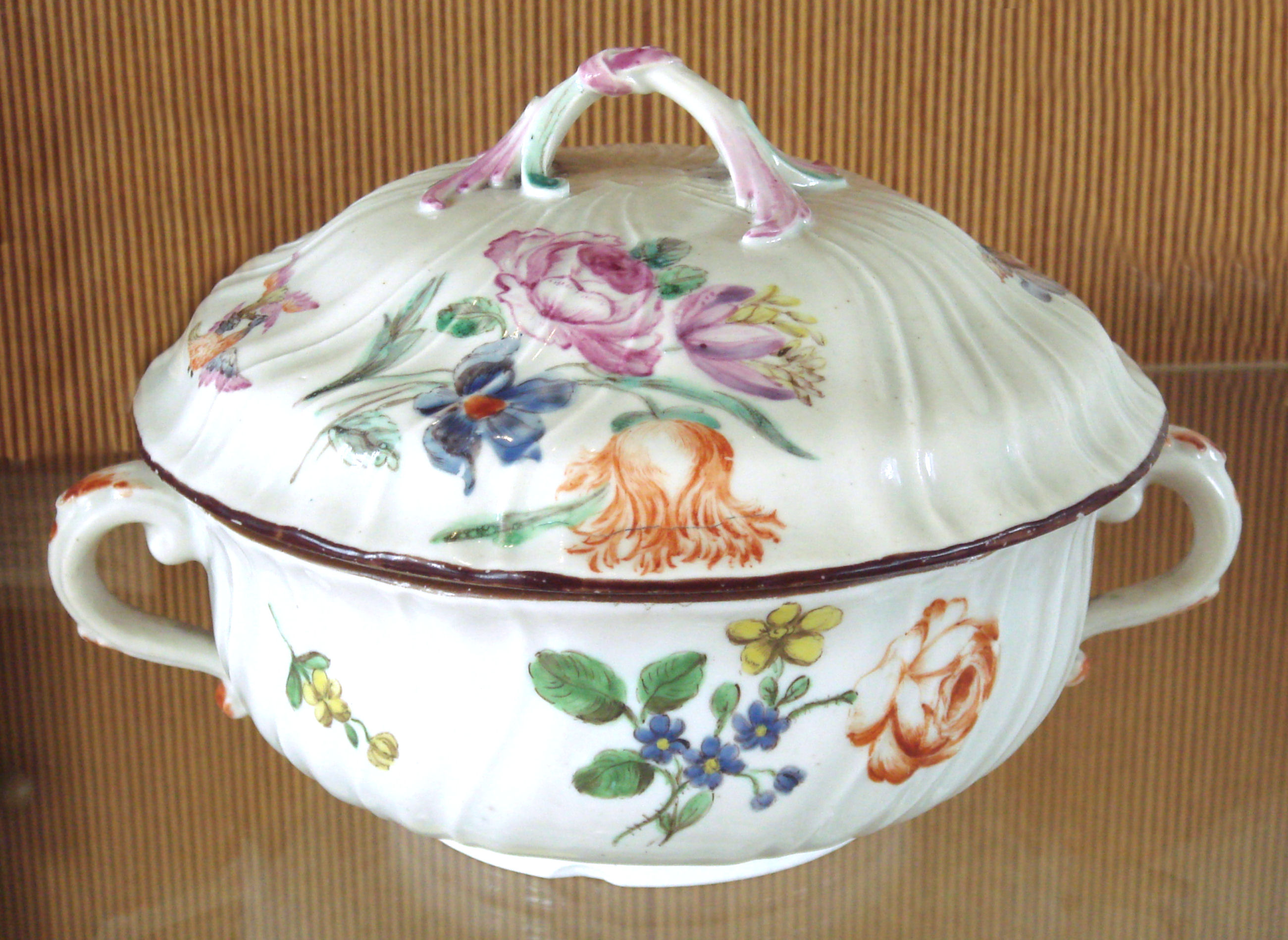
Sopera del período 1750-1760.Museo de Sèvres.

Fuera de Francia, también hay museos que conservan algunas piezas:
- Museo Victoria y Alberto de Londres procedente de la donación Fitzhenry compuesta por diversa porcelana europea del siglo XVIII.[15] Se identifican 79 piezas en el catálogo del museo.[16]
- Museo Británico de Londres.[17]
- Metropolitan Museum de Nueva York, varias piezas se identifican con la decoración para un reloj.[18][19]
- The Getty Center de Los Ángeles.[20]
- Museo de Arte de Cleveland.[21]